# 叶海亚·布塞哈基
叶海亚·布塞哈基（阿拉伯语：‎，卡拜爾語 : ⵢⴰⵃⵢⴰ ⴱⵓⵙⵃⴰⵇⵉ）是阿爾及爾的一個住宅、行政和商业社区，它位于阿尔及利亚卡比利亚地区。该社区是根据1978年11月8日的法令创建的。

## 交通

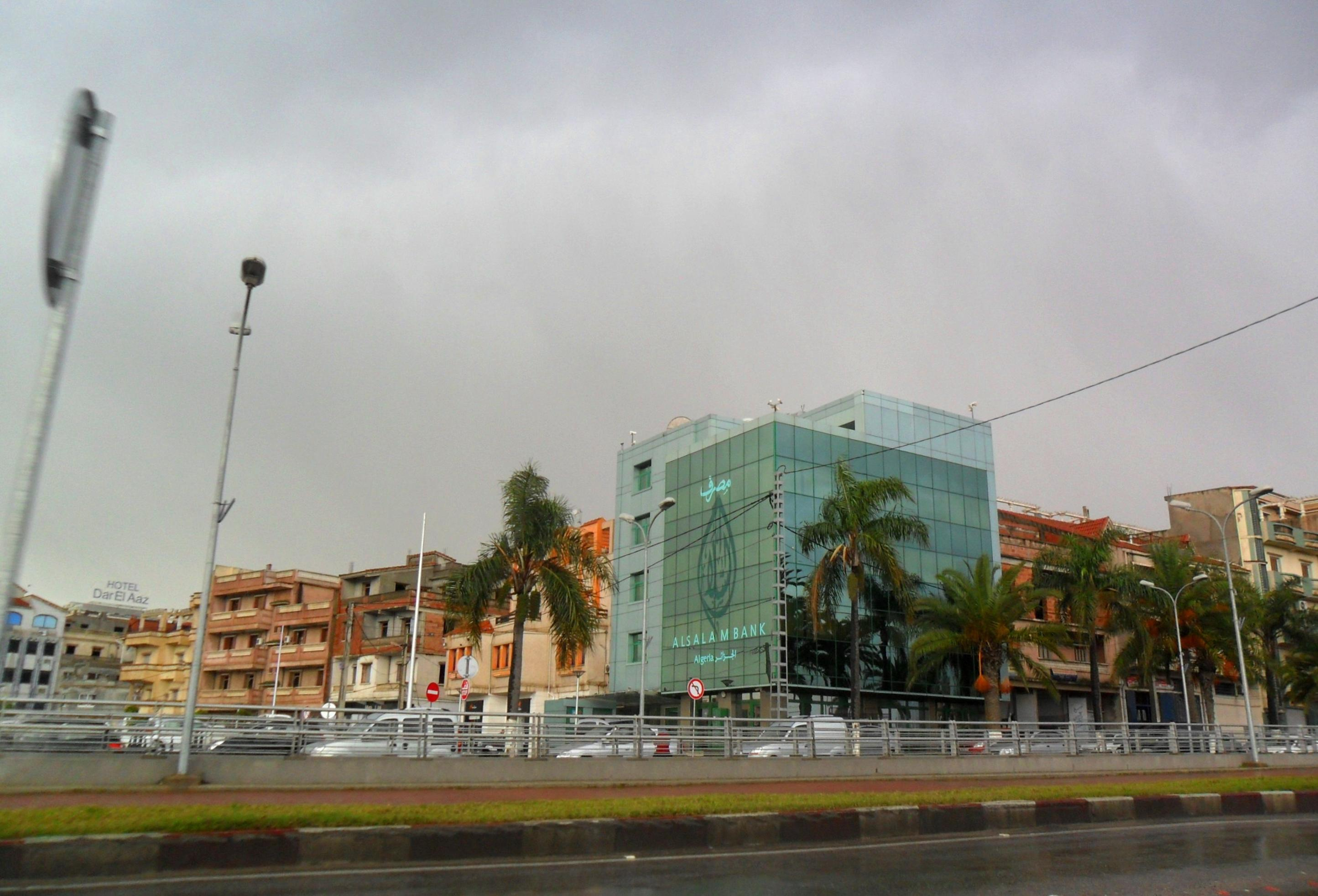
叶海亚·布塞哈基

叶海亚·布塞哈基有多种交通出行方式，如公共汽车、火车和有轨电车。

### 火车
該地區內有三个主要火车站，如下所示：
- 巴布·埃祖尔 火车站（其他語言）
- 达尔贝达火车站（其他語言）
- 奥德·斯马尔 火车站（其他語言）